# Daryl Murphy
Daryl Michael Murphy (ur. 15 marca 1983 w Waterford) – irlandzki piłkarz występujący na pozycji napastnika w irlandzkim klubie Waterford FC oraz w reprezentacji Irlandii.

## Kariera klubowa
Murphy karierę rozpoczął w zespole Luton Town, gdzie grał w zespołach młodzieżowych. W 2002 roku powrócił do Irlandii i zaczął grać w zespole Waterford United. W sezonie 2002/2003 ze swoim klubem awansował do irlandzkiej Premier Division. W 2004 roku został najlepszym graczem młodego pokolenia według PFAI. Łącznie w Waterford United występował przez cztery sezony. Murphy przyciągnął uwagę szkoleniowca Sunderlandu, Micka McCarthy’ego oraz Ipswich Town. Ostatecznie, 3 czerwca 2005 roku za 100 tysięcy funtów przeszedł do tego pierwszego klubu.
W Premier League Irlandczyk zadebiutował 1 października w meczu z West Ham United. 24 listopada został wypożyczony do Sheffield Wednesday. Przez jeden miesiąc w zespole tym wystąpił czterokrotnie. Następnie powrócił do Sunderlandu. 12 lutego 2006 roku w meczu ligowym z Tottenhamem Hotspur (1:1) Murphy strzelił swoją pierwszą bramkę dla „Czarnych Kotów”. Łącznie w sezonie 2005/2006 zagrał w 18 ligowych meczach (w tym 5 od pierwszej minuty) oraz zdobył jednego gola. Sunderland zajął ostatnie miejsce w tabeli Premier League i spadł do Championship. Klub Murphy’ego od razu wrócił do Premier League zajmując pierwsze miejsce w lidze. Irlandczyk zagrał w 38 meczach i zdobył 10 goli. W następnych sezonach dalej był podstawowym zawodnikiem Sunderlandu. 17 lipca 2010 podpisał trzyletni kontrakt z Celtikiem. Kwota transferu wyniosła około 1,5 miliona funtów. 24 sierpnia 2011 został wypożyczony do Ipswich Town. 7 czerwca 2013 przeszedł do Ipswich Town definitywnie.  

## Kariera reprezentacyjna
Murphy ma na koncie sześć występów i dwie bramki w kadrze Irlandii U-21. W sierpniu 2006 roku powołano go na spotkanie seniorskiej reprezentacji z Holandią. Murphy w meczu tym nie wystąpił. Ostatecznie w pierwszej kadrze zadebiutował 24 maja następnego roku w meczu z Ekwadorem. Łącznie w barwach narodowych były piłkarz m.in. Ipswich lub Celtiku zagrał 32 razy strzelając 3 gole. Zakończył karierę  reprezentacyjną 14.11.2017 roku w meczu z Danią w barażach do mistrzostw świata.